# Charles D. Coffin

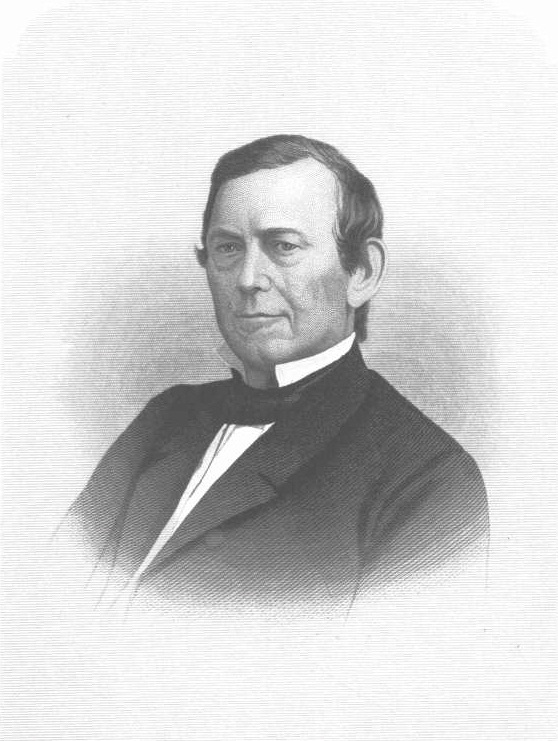
Charles D. Coffin

Charles Dustin Coffin (* 9. September 1805 in Newburyport, Massachusetts; † 28. Februar 1880 in Cincinnati, Ohio) war ein US-amerikanischer Politiker der Whig Party. Von 1837 bis 1839 war er Mitglied des Repräsentantenhauses der Vereinigten Staaten für den 17. Kongressdistrikt des Bundesstaates Ohio.

## Biografie
Geboren wurde Charles D. Coffin in Newburyport. Dort besuchte er die öffentlichen Schulen. Mit seinen Eltern zog er nach Lisbon. Nach einem Jura-Studium wurde er 1823 als Rechtsanwalt zugelassen. Er nahm seine Tätigkeit in Lisbon auf. 1828 war er als Kontorist bei den Gerichten des Columbiana Countys tätig.
In einer Special Election wurde Coffin 1837 für den zurückgetretenen Andrew W. Loomis ins US-Repräsentantenhaus gewählt. Er vertrat dort für den Rest der Legislaturperiode den 17. Kongressdistrikt von Ohio. 1838 trat er nicht mehr zur Wahl an. Er nahm seine Anwaltstätigkeit wieder auf und war ebenso in der freien Wirtschaft tätig. Er war Präsident der Columbiana Bank in Lisbon. 1842 zog er nach Cincinnati und war dort wiederum als Rechtsanwalt tätig. 1845 wurde er für eine Amtszeit von sieben Jahren zum Richter am Superior Court gewählt. 1861 ernannte ihn Gouverneur William Dennison junior erneut für diese Tätigkeit, 1868 schied er aus. 1880 starb Coffin in Cincinnati. Er wurde auf dem Spring Grove Cemetery beigesetzt.